# 奥尼亚蒂
奥尼亚蒂，或奥尼亚特是西班牙巴斯克自治区吉普斯夸省的一个市镇。总面积107平方公里，总人口10705人（2001年），人口密度100人/平方公里。